# Anestīs Anastasiadīs
Anestīs Anastasiadīs (gr. Ανέστης Αναστασιάδης; Ptolemaida, 21 gennaio 1983) è un ex calciatore greco, di ruolo difensore, tecnico dell'Atsaleniou.

## Carriera

### Club
Ha iniziato la sua carriera nell'Iraklis Ptolemaidas, prima di entrare a far parte delle giovanili del Barcellona nel 2000, dove però non è riuscito a conquistare un posto in prima squadra. Nel 2002 è tornato in patria, nelle file dell'OFI Creta. Nell'estate del 2006 ha firmato per il Kerkyra, squadra militante nella seconda divisione greca.

### Nazionale
Con la nazionale greca Under-17 ha disputato il campionato europeo di categoria.

## Palmarès

### Club

#### Competizioni nazionali
- Segunda División B: 1

Barcellona B: 2001-2002 (gruppo II)